# Colégio Pedro II
O Colégio Pedro II é uma instituição de ensino público federal localizada no estado brasileiro do Rio de Janeiro. Faz parte da Rede Federal de Educação Profissional, Científica e Tecnológica, vinculada a Secretaria de Educação Profissional e Tecnológica do Ministério da Educação. É o terceiro mais antigo colégio em atividade no país, depois do Ginásio Pernambucano e do Atheneu Norte-Riograndense. A escola foi criada em homenagem ao seu patrono, o Imperador D. Pedro II.
Fundado durante a regência do Marquês de Olinda, Pedro de Araújo Lima, integrava um projeto civilizatório mais amplo do Império do Brasil, do qual faziam parte a fundação do Instituto Histórico e Geográfico Brasileiro e o Arquivo Público do Império, seus contemporâneos. No plano da educação, uma parcela significativa dos autores entende que o colégio pretendia formar uma elite nacional. Outros, porém, apontam para limitações desta visão, sugerindo outras motivações para a criação do Colégio, principalmente ao destacar que a transformação do Seminário de São Joaquim em Colégio de Pedro II seria baseada na ideia da Reforma da Constituição em 1834, de construir um modelo, já que as províncias conseguiam estabelecer seu sistema de ensino local.
O Colégio priorizava a educação e a formação de uma elite local, buscando preencher os quadros das lideranças do país, com um currículo que servia a estes interesses, como ocorria em alguns estabelecimentos de ensino da Europa.
Conta com 12 campi no Rio de Janeiro, nos bairros do Centro, São Cristóvão (3 unidades), Humaitá (2 unidades), Tijuca (2 unidades), Engenho Novo (2 unidades) e Realengo (2 unidades). Também possui um campus em Niterói e outro em Duque de Caxias.

## História

### O período Imperial

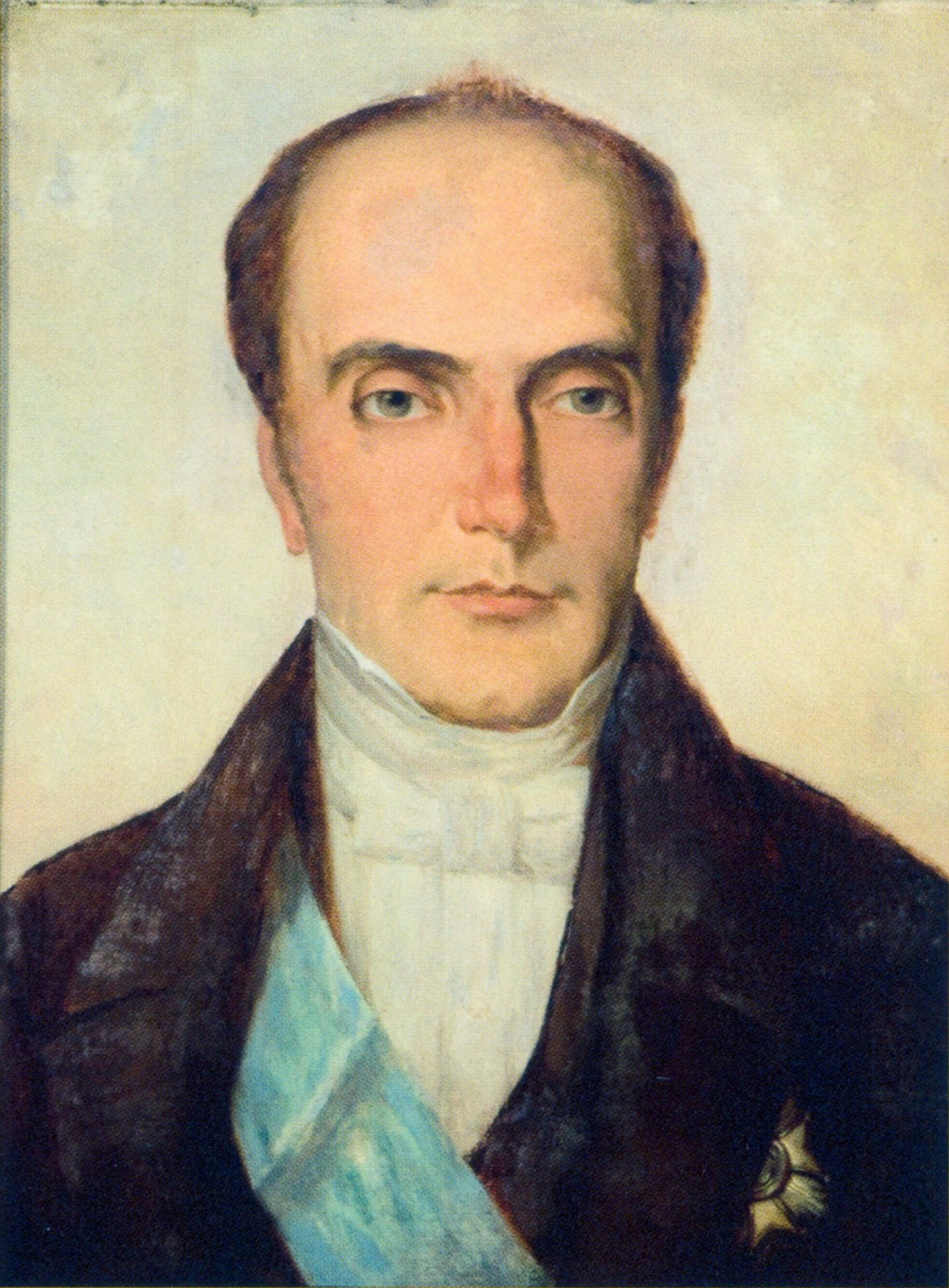
O Colégio Pedro II foi fundado durante a regência de Pedro de Araújo Lima, Marquês de Olinda.

A instituição foi fundada em decorrência da reorganização do antigo Seminário de São Joaquim, conforme projeto apresentado à regência do Marquês de Olinda pelo então ministro dos Negócios e da Justiça, Bernardo Pereira de Vasconcelos. Inaugurado em 1837, na data de aniversário do Imperador, 2 de dezembro, foi denominado Imperial Collegio de Pedro II. O ato foi oficializado por decreto regencial a 20 de dezembro, e as aulas se iniciaram em março do ano seguinte.
As suas instalações sediavam-se na antiga rua Larga (atual avenida Marechal Floriano), no centro histórico da cidade do Rio de Janeiro, cujas salas de aula funcionam até aos nossos dias.
A maioria dos alunos pertencia à elite econômica e política do país, posteriormente foram aceitos estudantes destituídos de recursos. O Colégio deveria:
| “                                | (...) atender tanto aos filhos das elites quanto aos destituídos (...), preparando os alunos para o comércio, a indústria e a administração pública. | ” |
| — Lúcia Bastos Pereira das Neves | |   |

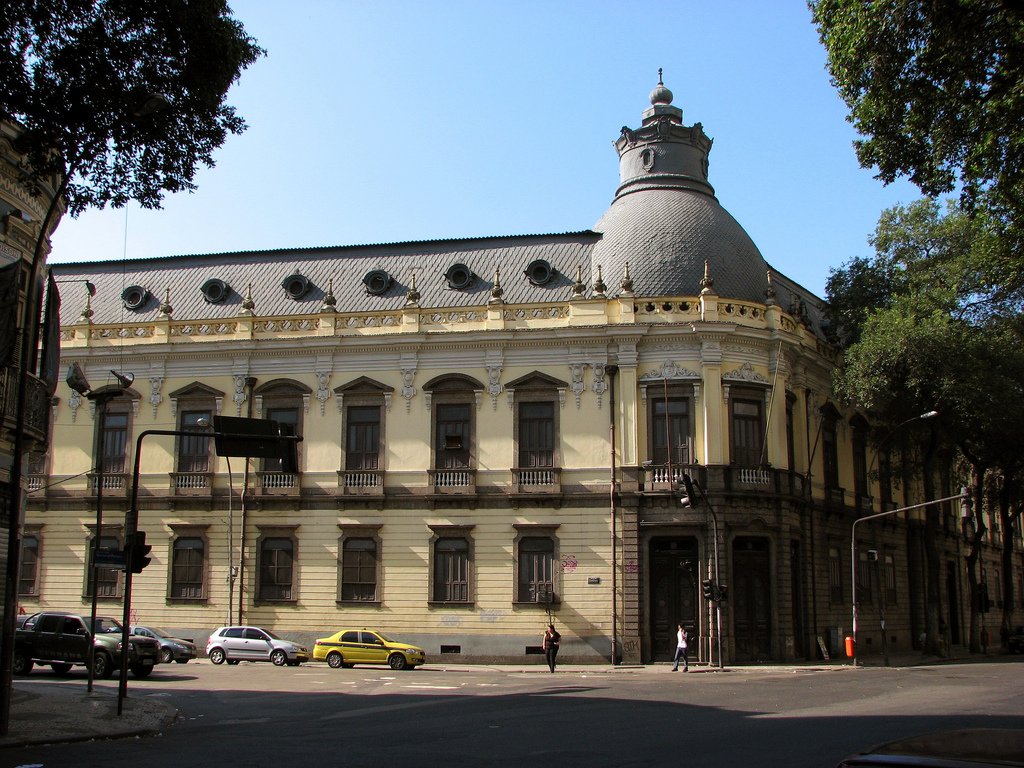
Colégio Pedro II, campus Centro à avenida Marechal Floriano, na atualidade

Os alunos do Imperial Colégio saíam com o diploma de Bacharel em Letras, aptos a ingressar nos cursos superiores. Conforme decreto de 1843, o Colégio era o único a conferir este título a seus formandos, o que lhes garantia o privilégio do acesso direto aos cursos superiores sem a prestação dos exames das matérias preparatórias.
A partir de 1857, a instituição dividiu-se em internato e externato, sendo a primeira modalidade instalada na Tijuca no ano seguinte, onde permaneceu até 1888, quando as suas dependências foram transferidas para o campo de São Cristóvão.

### Período Republicano
Com a Proclamação da República, em 1889, o nome da instituição foi alterado para Instituto Nacional de Instrução Secundária e, logo em seguida, para Ginásio Nacional. Em 1911, reassumiu a sua primitiva designação.
Em 1937, o presidente Getúlio Vargas outorgou a lei nº 574 de 9 de novembro, do mesmo ano, que estabelece no 2º artigo o grau de bacharel em ciências e letras para os alunos que houverem terminado o último ano do ensino médio do Colégio.
Até à década de 1950, era considerado como "Colégio padrão do Brasil", uma vez que o seu programa de ensino era referência de qualidade e modelo dos programas dos colégios da rede privada, que solicitavam ao Ministério da Educação o reconhecimento de seus próprios certificados, justificando a semelhança de seus currículos com os do Colégio.
Devido ao grande número de inscritos para seu concurso de acesso, significando um aumento crescente na sua demanda, a instituição necessitou ampliar o número de vagas para matrículas. Foram inauguradas por esta razão as Seções Norte e Sul (1952) e a Seção Tijuca (1957).

### O Colégio na atualidade
A partir de 1979, as antigas seções passaram a ser denominadas Unidades Escolares (U.E.) tendo, como complemento, o nome do bairro onde estavam instaladas: U.E. Centro (a pioneira), U.E. São Cristóvão (o internato), U.E. Engenho Novo (antiga Seção Norte), U.E. Humaitá (antiga Seção Sul) e U.E. Tijuca (antiga Seção Tijuca), atendendo os atuais ensino fundamental (segundo segmento) e ensino médio.
Em 1984, foi instituído na U.E. São Cristóvão o primeiro segmento do Ensino Fundamental (1º. ao 5º. anos), informalmente chamado de "Pedrinho". Este segmento foi implantado, posteriormente, nas U.E. Humaitá (1985), U.E. Engenho Novo (1986) e U.E. Tijuca (1987). A partir desse processo, as unidades do primeiro segmento passaram a ser formalmente denominadas como Unidade I e as do segundo segmento (de 5a. a 8a. séries), como Unidade II, ou seja, U.E. São Cristóvão I e U.E. São Cristóvão II, atendendo respectivamente o primeiro e o segundo segmento.
A tradição de excelência em educação da instituição foi reconhecida pelo Governo Federal brasileiro, em 1998, quando o Colégio recebeu o Prêmio Qualidade por seu projeto de Qualidade Total na área de educação.
Visando atender a grande demanda pelo ensino médio foi inaugurada, em 1999, uma nova unidade em São Cristóvão (U.E. São Cristóvão III).
Mantendo-se a procura por ensino de qualidade no município, mesmo tratando-se de instituição federal, inaugurou-se a Unidade Escolar Realengo em 6 de abril de 2004, fruto de convênio entre a Instituição e a Prefeitura Municipal do Rio de Janeiro, que passou a atender, desse modo, a população da Zona Oeste da cidade. No ano de 2010, foi inaugurada a Unidade I, oferecendo as séries iniciais do ensino fundamental; em 2012, Realengo tornou-se a primeira unidade a abrir turmas de educação infantil.
Em 2006, a Unidade Escolar Descentralizada de Niterói foi aberta e, em 2007, a de Duque de Caxias. Ambas oferecem apenas o ensino médio.

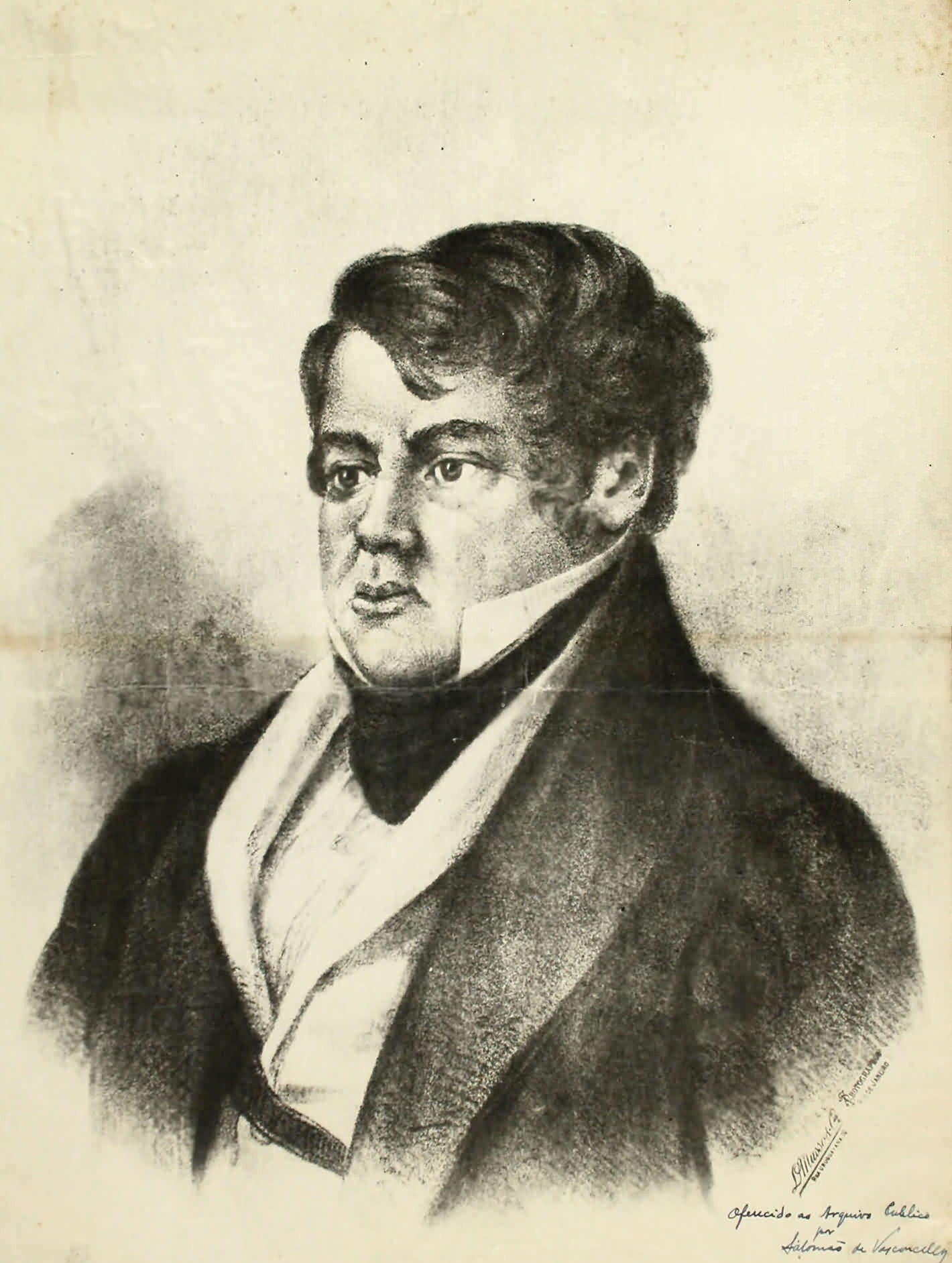
Bernardo Pereira de Vasconcelos

Em 2008, foi instituída a "Olimpíada Interna de Química do Colégio Pedro II", evento que premia os alunos na noite de 1 de dezembro, antecipando a comemoração ao aniversário do Colégio, que ocorre na noite seguinte (2 de dezembro).
O Colégio mantém convênios com instituições públicas e privadas, como o Observatório Nacional, a Petrobras, a Fundação Oswaldo Cruz, o Museu Nacional e outras, oferecendo estágios e complementação de estudos aos seus alunos. Oferece ainda cursos técnicos, integrados ao ensino médio regular, nas áreas de meio ambiente (unidade São Cristóvão), e de informática (unidades São Cristóvão, Duque de Caxias, Engenho Novo e Tijuca). A partir de 2012, oferecerá o curso de música (unidade Realengo).
| “                                           | Uma instituição federal de ensino, pluricurricular e multicampi, vinculada ao Ministério da Educação e especializada na oferta de educação básica e de licenciaturas, e também equiparado aos institutos federais para efeito de incidência das disposições que regem a autonomia e a utilização dos instrumentos de gestão do quadro de pessoal e de ações de regulação, avaliação e supervisão das instituições e dos cursos de educação profissional e superior. As unidades escolares que atualmente compõem a estrutura organizacional do Colégio Pedro II passam de forma automática, independentemente de qualquer formalidade, à condição de campi da instituição. | ” |
| — O Colégio, a partir da lei nº 12.677/2012 | |   |

Sendo assim, de acordo com esta lei, o Colégio equiparou-se aos IFEs (Institutos Federais) nas questões administrativas, e consequentemente as antigas Unidades Escolares passaram a ser chamadas de Campus e a direção-geral passou a ser chamada reitoria.
O Colégio passou também a oferecer mestrado em educação em virtude desta lei.
A partir de 2020 o campus Realengo II passou a ofertar cursos de graduação na modalidade Licenciatura, sendo estes cursos: Ciências sociais, Filosofia, Geografia e História. O ingresso se dá através do Sisu.
Recentemente, o colégio vem sofrendo polêmicas. Em 2022, uma notícia de que alunos menores de idade estariam fazendo uma orgia entre si, o caso está em investigação. No mesmo ano, um aluno do colégio anunciou fazer um "massacre" nas redes sociais. O aluno foi afastado.

### O Colégio e a Constituição Federal de 1988
A Constituição Federal de 1988 incluiu um artigo sobre o Colégio Pedro II: «O Colégio Pedro II, localizado na cidade do Rio de Janeiro, será mantido na órbita federal» 2.º parágrafo do artigo 242. Ricardo Baronovsky, professor de Direito Constitucional, afirma que, apesar do simbolismo trazido pela vigente Constituição, ficou clara a presença de lobbies políticos e ideológicos em sua essência. Segundo ele, a Constituição de 1988 é excessivamente analítica, casuística, prolixa e minuciosa, em que o Constituinte teve a intenção de fazer uma regulação excessivamente abrangente, "a ponto de abarcar grande número de normas não-fundamentais (apenas formalmente constitucionais)[...] O Constituinte originário impiedosamente elaborou um 'super código', bazofiando, muitas vezes, temas pertencentes ao legislador infraconstitucional", cujo prejuízo mais sensível foi "a perda do caráter educativo que deveria possuir a Constituição".

## Hino

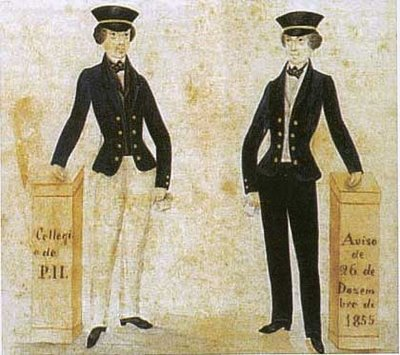
Uniformes dos alunos em 1855

Em solenidade comemorativa do centenário do Colégio foi executado pela primeira vez o Hino dos Alunos do Colégio Pedro II, sob a regência da professora Maria Eliza de Freitas Lima, com música do maestro Antônio Francisco Braga e letra do bacharel do externato Hamilton Elia.
Inspirada na retumbância das peças marciais e na letra de exaltação do passado e certeza do futuro, a letra traz símbolos do positivismo.

## Professores notórios

Início do ano letivo no Colégio Pedro II, 1957. Arquivo Nacional.

O Colégio Pedro II contou ao longo de sua história com professores renomados na História do Brasil:
- Álvaro Lins, advogado e jornalista, membro da Academia Brasileira de Letras.
- Antônio Gonçalves Dias, poeta, advogado e dramaturgo, autor de Canção do Exílio, patrono da cadeira n° 15 da Academia Brasileira de Letras.
- Aurélio Buarque de Holanda, autor do Dicionário Aurélio e membro da Academia Brasileira de Letras.
- Capistrano de Abreu, bibliotecário, historiador e escritor, foi bibliotecário da Biblioteca Nacional do Brasil.
- Delgado de Carvalho, geógrafo e professor, membro do Instituto Histórico e Geográfico Brasileiro.
- Escragnolle Dória, professor, tradutor, historiador e arquivista, membro do Instituto Histórico e Geográfico Brasileiro e diretor do Arquivo Nacional do Brasil.
- Euclides da Cunha, jornalista e escritor, autor de Os Sertões, membro da Academia Brasileira de Letras.
- Gonçalves de Magalhães, médico, diplomata e poeta, autor de Suspiros Poéticos e Saudades, patrono da cadeira n° 9 da Academia Brasileira de Letras.
- Guilherme Henrique Theodoro Schiefler, jurista alemão formado pela Universidade de Göttingen, gramático, linguista e professor de alemão e grego, que traduziu para a língua alemã a obra "Noções de corographia do Brasil"[16], de Joaquim Manuel de Macedo, que foi exibida no Palácio Industrial, na Exposição Universal de Viena em 1873[17].
- João Ribeiro, jornalista, escritor e filólogo, membro da Academia Brasileira de Letras.
- Joaquim Manoel de Macedo, médico, jornalista e escritor, autor de A Moreninha, patrono da cadeira n° 20 da Academia Brasileira de Letras.
- José Veríssimo, escritor, educador e jornalista, membro fundador da Academia Brasileira de Letras.
- Pedro Calmon, político e historiador, Ministro da Educação entre 1951/1952, membro da Academia Brasileira de Letras.
- Silvio Romero, advogado e polímata, membro fundador da Academia Brasileira de Letras.

## Alunos notórios
- Afonso Arinos de Melo Franco, escritor, integrante da Academia Brasileira de Letras e autor da Lei Afonso Arinos.
- Andréa Beltrão, atriz e produtora.
- Arlindo Cruz, cantor e compositor.
- Augusto Rademaker, Vice-Presidente da República durante a Ditadura Militar Brasileira (1969-1974).[18]
- Carlos Chagas Filho, Presidente da Academia Brasileira de Ciências (1965-1967).
- Cássia Eller, cantora e compositora brasileira.
- Coelho Netto, escritor e integrante da Academia Brasileira de Letras.
- Fátima Bernardes, jornalista.
- Fernanda Montenegro, atriz indicada ao Oscar de melhor atriz, e integrante da Academia Brasileira de Letras.
- Filadelfo de Azevedo, Ministro do Supremo Tribunal Federal (1942-1946), Prefeito do Rio de Janeiro (1945-1946), Juiz do Tribunal Internacional de Justiça (1946-1951).
- Floriano Peixoto, Presidente da República (1891-1894).
- França Júnior, escritor e patrono da cadeira 12 da Academia Brasileira de Letras.
- Henrique Francisco d'Ávila, Governador do Rio Grande do Sul (1880-1881) e Ceará (1889).
- Henrique Pereira de Lucena, Barão de Lucena e governador de Pernambuco (1872-1875), Bahia (1877-1878), Rio Grande do Norte (1872) e Rio Grande do Sul (1885-1886).
- Hermes da Fonseca, Presidente da República (1910-1914).
- Ivan Pinheiro, Secretário-Geral do Partido Comunista Brasileiro (2005-2016).
- Ivo de Magalhães, Governador de Brasília (1962-1964);[19]
- João do Rio (João Paulo Emílio Cristóvão dos Santos Coelho Barreto), jornalista, cronista, contista, romancista, tradutor e teatrólogo brasileiro.
- Jorge Picciani, Presidente da Assembleia Legislativa do Estado do Rio de Janeiro (2003-2011 e 2015-2017).
- José Maria da Silva Paranhos Júnior, Ministro das Relações Exteriores (1902-1912).
- Luis Alves de Lima e Silva, Duque de Caxias
- Luiz Fux, Ministro do Supremo Tribunal Federal (2011-).
- Manuel Bandeira, escritor e integrante da Academia Brasileira de Letras.
- Marco Aurélio Mello, Ministro do Supremo Tribunal Federal (1990-2021).
- Maria Luísa Bittencourt, Deputada Estadual da Bahia (1935-1937).
- Mário Lago, advogado, poeta, radialista, compositor, escritor e ator. Dá nome ao teatro do campus São Cristóvão.
- Mr. Catra, rapper brasileiro.
- Nilo Peçanha, Presidente da República (1909-1910).
- Roberto Medronho, Reitor da Universidade Federal do Rio de Janeiro (2023-2027).
- Rodrigues Alves, Presidente da República (1902-1906).
- Washington Luís, Presidente da República (1926-1930).

## Enem
Esses foram os resultados das unidades participantes no Exame Nacional do Ensino Médio (Enem) de 2015.
| Unidade           | Ranking nacional | Ranking estadual (escolas públicas do RJ) | Média  |
| ----------------- | ---------------- | ----------------------------------------- | ------ |
| Niterói           | 158º             | 1º                                        | 673,02 |
| Centro            | 163º             | 2º                                        | 672,89 |
| Duque de Caxias   | 228º             | 4º                                        | 664,73 |
| Humaitá II        | 292º             | 5º                                        | 657,83 |
| Realengo II       | 368º             | 8º                                        | 650,62 |
| São Cristóvão III | 499º             | 10º                                       | 641,08 |
| Tijuca II         | 527º             | 11º                                       | 639,28 |
| Engenho Novo II   | 760º             | 13º                                       | 628,48 |
| Média Geral       | —                | —                                         | 653,49 |